# 14513 Alicelindner
A 14513 Alicelindner (ideiglenes jelöléssel 1996 GK17) a Naprendszer kisbolygóövében található aszteroida. Eric Walter Elst fedezte fel 1996. április 15-én.